# Schlagers nyårssingel
Schlagers nyårssingel var en singelskiva som kom ut i december 1981, året efter rocktidningen Schlager gav ut Schlagers julsingel (1980).

## Låtarna på singeln
1. Gyllene Tider - Ingenting av vad du behöver
2. KSMB - Feliz Navidad